# Shir Habatlanim
 (хебр. שיר הבטלנים; у преводу Песма скитнице) песма је на хебрејском језику која је у извођењу комичног двојца Натан Датнер и Ави Кушнир, познати као Lazy Bums, представљала Израел на Песми Евровизије 1987. у Бриселу. Било је то тринаесто по реду учешће Израела на том такмичењу. Музику и текст написао је Зохар Ласков. 
Био је то први пут да је Израел представљала песма сатиричне садржине која говори о животу младог и за посао незаинтересованог младића који живи у великом граду. Иако је сама песма доживела знатну популарност међу млађом публиком у земљи, тадашњи министар културе Јицак Навон је сматрао да песма неозбиљног садржаја не може да представља Израел на једној међународној манифестацији као што је Евросонг, и обећао је своју оставку уколико дође до њиховог наступа у Бриселу. Песма је на крају ипак изведена на Евросонгу, а министар није испунио обећање и поднео оставку. 
Током финалне вечери Евросонга која је одржана 9. маја у белгијском Бриселу, израелска песма је изведена 22. по реду, а оркестром је током наступа уживо дириговао маестро Коби Ошрат. Након гласања чланова стручног жирија из свих земаља учесница, израелски представници су са укупно 73 бода заузели 8. место, добивши бодове од жирија из укупно 13 земаља. 

## Поени у финалу
| 12 поена       | 10 поена                       | 8 поена              | 7 поена  | 6 поена  |
| -------------- | ------------------------------ | -------------------- | -------- | -------- |
| —              | Португалија · Француска        | Немачка · Швајцарска | Финска   | Белгија  |
| 5 поена        | 4 поена                        | 3 поена              | 2 поена  | 1 поен   |
| Исланд · Ирска | Шведска · Уједињено Краљевство | Холандија            | Норвешка | Аустрија |